# Désert de Chalbi

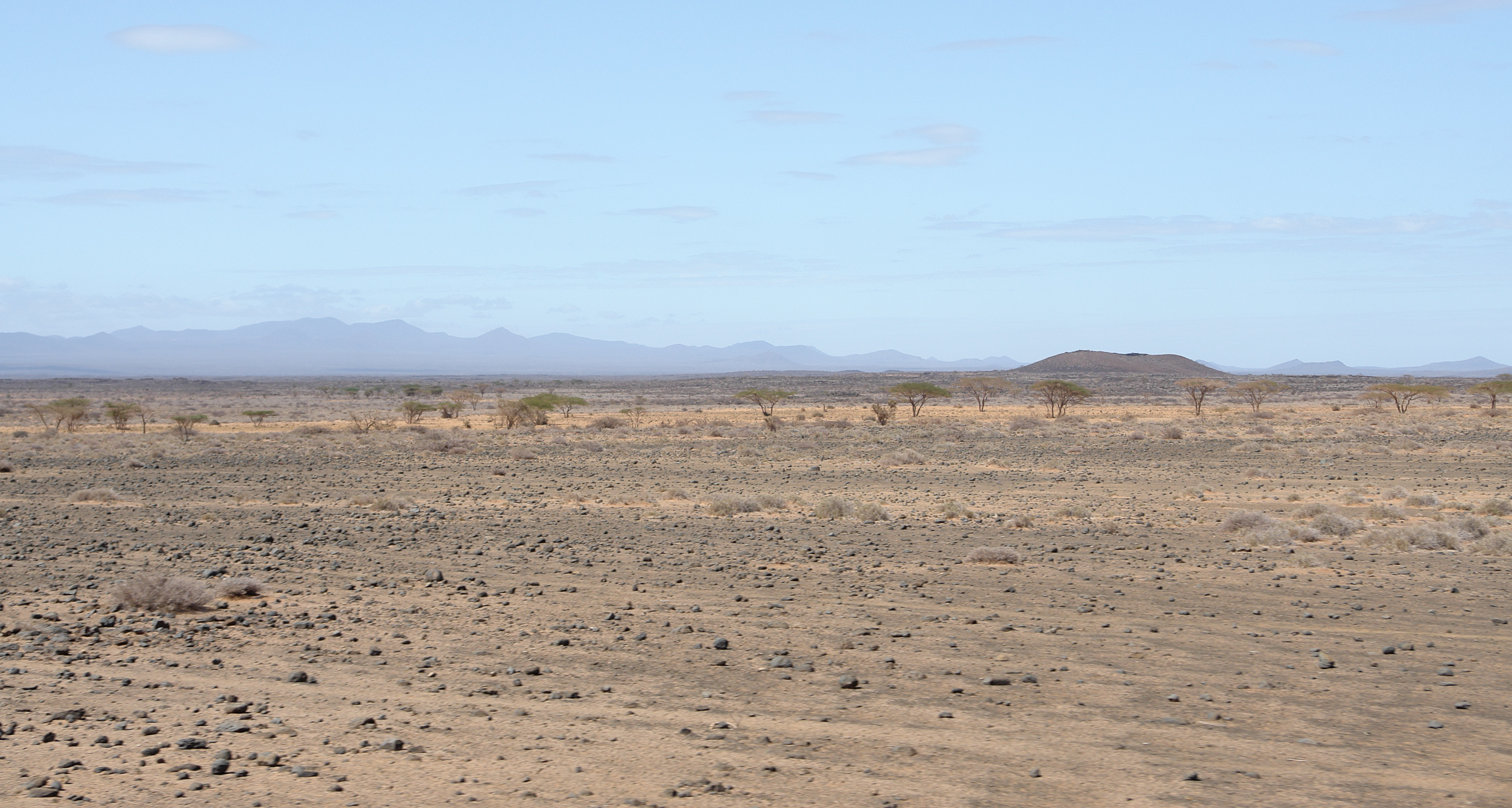
Le désert de Chalbi.

Le désert de Chalbi est un petit désert du nord du Kenya, près de la frontière avec l'Éthiopie. Il est situé à l'est du Lac Turkana. La ville de Marsabit en est le centre urbain le plus proche.
Le désert de Chalbi résulte de l'assèchement du lac Chalbi il y a environ 10 000 ans.